# Jim Benzelock
James John Benzelock (Winnipeg, Manitoba, 1947. június 21. –) kanadai profi jégkorongozó.

## Pályafutása
Komolyabb junior karrierjét a MJHL-es Winnipeg Braves kezdte 1964-ben. A következő évben átnevezték a csapatot St. James Braves-re. 1967-ben felkerült a WJCHL-be, a Winnipeg Jets Jr-ba. Az 1968-as NHL-amatőr drafton a Minnesota North Stars választotta ki az 1. kör 5. helyén. A National Hockey League-ben sosem játszott. Felnőtt pályafutását a CPHL-es Memphis South Starsban kezdte meg. A következő évben már CHL volt a liga neve és ő átkerült az Iowa Starsba. 1970 és 1972 között az IHL-es Dayton Gemsben játszott. Az 1972-es WHA-amatőr drafton kiválasztotta őt. A draft után már a WHA-ban játszott, az Alberta Oilersben. Szezon közben elcserélték a Chicago Cougarsba. 1975-ig volt a Chicago Cougars tagja, de közben többször is alsóbb ligás csapatokba került: Long Island Cougars (NAHL), Tulsa Oilers, (CHL). 1975 végén a szintén WHA-s Québec Nordiquesbe került, mert a chicagói csapat megszűnt és a játékosokat szétosztották a többi csapat között, de szezon közben többször leküldték a NAHL-es Maine Nordiquesba. Végül egy senior ligás klubból vonult vissza 1978-ban (Elmwood Millionaires). Miután visszavonult, egy jótékonysági szervezet vezetője lett, amely a neutropenia ellen küzd.